# Borjana
Borjana (bulgariska: Боряна) är ett distrikt i Bulgarien.   Det ligger i kommunen Obsjtina Dălgopol och regionen Oblast Varna, i den östra delen av landet, 300 km öster om huvudstaden Sofia.
Trakten runt Borjana består till största delen av jordbruksmark. Runt Borjana är det ganska glesbefolkat, med 47 invånare per kvadratkilometer.